# Топузидис, Павел Георгиевич
Павел Георгиевич Топузидис (бел. Павел Георгіевіч Тапузідзіс; род. 12 сентября 1956, Абхазская АССР, Грузинская ССР, СССР) — белорусский бизнесмен. Основные активы находятся в двух сферах — производстве сигарет и розничной торговле (белорусско-американское или белорусско-багамское СП ООО «Табак-Инвест»: табачная фабрика в Минске, сеть гипермаркетов «Корона»). В 2017 году издание «Ежедневник» поместило Топузидиса на 2-е место в «Топ-200 успешных и влиятельных бизнесменов Беларуси», в 2018 году — на 3-е.

## Биография
По образованию — инженер-мостостроитель.
В конце 1980-х годов занялся производством пластмассовых изделий (сначала — погребальных венков в кооперативе в Руденске недалеко от Минска, затем — игрушек в Минске).
В начале 1990-х годов созданная им компания «Прима» выпускала сигареты и спички под популярными советскими брендами, затем его компания «Табак-Инвест» (зарегистрирована в 1997 году) занялась производством сигарет под советскими и собственными торговыми марками.
До середины 2000-х годов Гродненская табачная фабрика занимала нижний ценовой сегмент сигарет, «Табак-Инвест» — средний, но впоследствии гродненская фабрика начала продвижение в средний ценовой сегмент. В период активного роста компания пользовалась государственной поддержкой. С 2006 года Топузидис активно занимается сетевой розничной торговлей (гипермаркеты «Корона»), развлекательным бизнесом и недвижимостью.
С 2004 года «Табак-Инвест» начала выпускать сигареты мировых брендов по лицензии Japan Tobacco International, затем — по лицензии Imperial Tobacco Group.
В 2012 году «Табак-Инвест» открыл торгово-развлекательный центр «Замок» в престижной северо-западной части Минска на проспекте Победителей, который на момент открытия был крупнейшим торговым центром в Минске по общей площади (более 90 тыс. м²). Топузидис является председателем совета директоров «Табак-Инвеста», доля в уставном фонде компании неизвестна.
Главным бизнес-партнёром Топузидиса называется Виктор Петрович. В 2010 году украинское издание «Дело» оценило активы Топузидиса в 100 млн долларов.
В 2014 году на «Табак-Инвест» приходилось 20,1 % рынка табачных изделий Республики Беларусь (второе место после государственной Гродненской табачной фабрики). Табачная фабрика Топузидиса произвела 6,99 млрд сигарет: 20 % собственных торговых марок («Корона», «Форт») и 80 % мировых брендов (Winston, Monte Carlo, Camel, Magna, Mild Seven, West, Golden Gate, Stile, Imperial Classic).
Топузидис является членом Совета по развитию предпринимательства, а также почётным консулом Греции и Румынии в Республике Беларусь. Увлекается коллекционированием фарфора и значков.
По некоторым утверждениям, Топузидис близок ко второму сыну Александра Лукашенко Дмитрию. Согласно предоставленным Киберпартизанами данным, в 2016 году Топузидис летал на греческий курорт с Дмитрием Лукашенко, его женой, детьми и матерью.

### Международные санкции
В 2022 году Топузидис попал под санкции Канады.
5 декабря 2023 года против Топузидиса, «Табак-Инвеста» и его директора Виктора Петровича ввели санкции США.